# Peniculus asinus
Peniculus asinus is een eenoogkreeftjessoort uit de familie van de Pennellidae. De wetenschappelijke naam van de soort is voor het eerst geldig gepubliceerd in 1977 door Kabata & Wilkes.